# Подениј (Бистрица-Насауд)
Подениј (рум. Podenii) насеље је у Румунији у округу Бистрица-Насауд у општини Урмениш. Oпштина се налази на надморској висини од 359 m.

## Становништво
Према подацима из 2002. године у насељу је живело 19 становника, од којих су сви румунске националности.